# Cephalosphaera parthenopipis
Cephalosphaera parthenopipis är en tvåvingeart som beskrevs av Skevington 1999. Cephalosphaera parthenopipis ingår i släktet Cephalosphaera och familjen ögonflugor. Inga underarter finns listade i Catalogue of Life.